# Rasbora beauforti
Rasbora beauforti és una espècie de peix cipriniforme de la família dels ciprínids que es troba a Borneo.
Els mascles poden assolir els 2 cm de longitud total.